# Свети Ахил и Свето Благовещение Богородично
„Свети Ахил и Свето Благовещение Богородично“ (на гръцки: Ιερός Μητροπολιτικός Ναός Αγίου Αχιλλίου & Ευαγγελισμού της Θεοτόκου) е православна църква в югозападномакедонския град Гревена, Гърция, катедрален храм на Гревенската епархия.

## История
Основният камък на храма е положен на 13 юни 1908 година при митрополит Агатангел Гревенски. Църквата първоначално носи името „Свети Ахил“ и представлява относително рядка за епохата куполна базилка със скосявания на покрива. В архитектурата има европейски влияния. В 1922 година митрополит Емилиан II Гревенски обновява вътрешността на храма, като е поставен сегашният иконостас, дело на атонски монаси. Иконите на иконостаса също са атонски - на йеромонах Серафим от Карея. Иконата на Благовещение Богородично е със златен обков. Иконите са дар от митрополит Емилиан и от видни гревенски семейства. При митрополит Филип Гревенски, поради проблеми с покрива, храмът е цялостно преустроен - разрушен е куполът, покривът е снижен, двете разширения на запад са разрушени и на тяхно място са построени две камбанарии. Изградена е и женска църква. Изписването на храма започва в 1987 година при митрополит Сергий Гревенски. Манолис Янусис от Периволи изписва в олтара Света Богородица Ширшая небес. Останалите стенописи са на зографа Аристотелис Варсамис от Мавронорос.